# Borda de Jequim
La Borda de Jequim és una borda del terme municipal de Tremp, a l'antic terme de Gurp de la Conca, al Pallars Jussà. Està situada al sud-est del poble de Tendrui, a la carena que separa el barranc de Tendrui, a llevant, i el de Sant Adrià, a ponent. És en una carena entre la llau del Rial, a llevant, i el barranc de les Cambres, a ponent.